# Richard Mortensen
Richard Mortensen (Copenhague, Dinamarca, 23 de octubre de 1910-Ejby, Dinamarca, 6 de enero de 1993) fue un pintor y escultor danés.

## Formación
Mortensen estudió entre 1931 y 1932 en la Real Academia danesa de Bellas Artes, en la capital danesa. Influido por los trabajos de Vasili Kandinski, desarrolló un estilo abstracto. En Copenhague, Mortensen fue fundador del grupo llamado "Linien", escuela de pintores abstractos.

## Trayectoria
En 1937,  emprende un viaje de estudios a París, donde conocerá a los pioneros del surrealismo, como Roger Vitrac, Gala Dalí, Michel Leiris, Antonin Artaud, Raymond Queneau y André Masson. Durante la Segunda Guerra Mundial, los trabajos de Mortensen reflejaron la violencia de Europa. Vuelve a París en 1947, y reside allí hasta 1964. Junto con Robert Jacobsen, Mortensen traba amistad con el galerista Denise René de París, que era famoso por su apuesta por el arte "concreto". Sus trabajos más tardíos son obras de esta tendencia del arte, caracterizada por el gran formato, los colores claros y brillantes superficies. Tras su regreso a Dinamarca en 1964, recibió una ayuda económica de la Academia danesa de bellas Artes, beca que mantuvo hasta 1980.

## Reconocimientos
- 1946. Premio Edvard Munch
- 1950. Premio Vasili Kandinski
- 1968. Medalla Bertel Thorvaldsen.